# El Realito
El Realito es una localidad mexicana situada en el estado de Tamaulipas, dentro del municipio de Valle Hermoso.

## Geografía
El Realito se localiza en el sur del municipio de Valle Hermoso, en el norte de Tamaulipas. Se encuentra a una altura media de 20 m s. n. m. y cubre un área de 1.73 km². Su distancia a la cabecera del municipio es de 5.4 km.

## Demografía
De acuerdo con el censo realizado en 2020 por el Instituto Nacional de Estadística y Geografía (INEGI), en El Realito había un total de 2890 habitantes, de los que 1445 eran hombres y también 1445 eran mujeres.
En dicho año, la cantidad de viviendas en la localidad era de 1137, de las que 883 se encontraban habitadas.
| Gráfica de evolución demográfica de El Realito entre 1960 y 2020 |
|                                                                  |
| Fuente: Instituto Nacional de Estadística y Geografía.           |